# Liste der Bischöfe von Ostia
Die folgenden Personen waren Bischöfe und Kardinalbischöfe der suburbikarischen Diözese von Ostia (und Velletri 1150–1914) (Italien). Seit dem 12. Jahrhundert ist der Kardinalbischof von Ostia zugleich auch Kardinaldekan:
- Georg von Ostia 753–798[1]
- vakant 798–804
- Bernard 804–805
- Peter I. 805
- vakant 805–826
- Caesareus 826–854
- Megisthus (oder Leo I.) 854–868
- Donatus 868–870
- vakant 870–878
- Eugenius 878–898
- Stefan 898–900
- Guido I. 900–946
- Benignus 946–960
- Sicco 960–963
- Gregor II. 964–969, † 991 (auch Kardinalbischof von Albano 969–985 und Porto 985–991)
- Leo (II. ?) 969–983
- vakant 983–996
- Azzo I. 996[2]
- Gregor III. 998–999[2]
- Azzo II. 1013[2]
- Petrus III. 1021–1036[2]
- Benedikt 1044[3]
- Johann I. 1050[3]
- Petrus IV. Damiani 1057–1072[4]
- Von 1060[5] bis 1914 war das Bistum Velletri mit Ostia vereint
- Gerhard 1072–1077[6]
- Odo I. de Lagery 1080–1088, † 1099 als Papst Urban II.[7]
  - Johann 1084–1098 (Pseudokardinal)[8]
- Odo II. 1094–1102[9]
- Leo II. oder III. von Marsi 1102/06–1115[10]
- Lambertus Scannabecchi 1115/17–1124[11]
- Giovanni di Camaldoli 1126–1134[12]
- Drogo de Champagne 1136–1138[13]
- Alberic 1138–1148[14]
- Guido II. de Summa 1149–1151[15]
- Hugo 1151–1158[16]
- Ubaldo Allucingoli 1158–1181, † 1185[17]
- vakant 1181–1184
- Theobald 1184–1188
- Ottaviano di Paoli 1189–1206[18]
- Ugolino dei Conti di Segni 1206–1227, † 1241
- vakant 1227–1231
- Rinaldo dei Signori di Ienne 1231–1254, † 1261
- vakant 1254–1261
- Hugo von Saint-Cher 1261–1262
- Henricus de Segusio 1262–1271
- vakant 1271–1273
- Pierre VI. de Tarentaise 1273–1276
- vakant 1276–1278
- Latino Malabranca Orsini 1278–1294
- Hughes Seguin de Billon 1294–1297
- vakant 1297–1300
- Niccolo I. Boccasini 1300–1303, † 1304
- Niccolo II. Alberti 1303–1321
- Regnaud de la Porte 1321–1325
- vakant 1325–1327
- Bertrand I. du Pouget 1327–1352
- Stephan Aubert 1352 (Aubert (Familie))
- Pierre Bertrand de Colombier 1353–1361
- Aldouin Alberti 1361–1363 (Aubert (Familie))
- Hélie de Talleyrand-Périgord 1361–1364
- Élias de Saint-Yrieix 1363–1367
- Guillaume I. de la Sudrie 1367–1373
- Pierre VII. d’Esteing 1373–1377
- Bertrand II. Lagier 1378–1392
- Philippe Valois d’Alencon 1388–1397 (auch Kardinalbischof von Sabina 1380–1388)
  - Jean de Neufchatel 1393–1398 (Pseudokardinal)
- Angelo Acciaioli 1397–1408
  - Jean de Brogny 1405–1426 (Pseudokardinal)
  - Julian Lobera y Valtierra 1409–1429 (Pseudokardinal)
- Antonio Correr 1431–1445
- Juan II. de Cervantes 1447–1453
- Giorgio II. Fieschi 1455–1461
- Guillaume II. d’Estouteville 1461–1483 (auch Kardinalbischof von Porto 1455–1461)
- Giuliano della Rovere 1483–1503, † 1513 (auch Kardinalbischof von Sabina 1479–1483)
- Oliviero Carafa 1503–1511 (auch Kardinalbischof von Albano 1476–1483 und Sabina 1483–1503)
- Raffaele Riario Sansoni 1511–1521
- Bernardino I. Lopez de Carvajal 1521–1523 (auch Kardinalbischof von Frascati 1507–1509, Sabina 1509–1521 und Palestrina 1508–1509)
- Francesco I. Soderini 1523–1524 (auch Kardinalbischof von Sabina 1511–1513, Palestrina 1516–1523, Porto 1523 und Ostia 1523–1524)
- Niccolo III. Fieschi 1524 (auch Kardinalbischof von Albano 1518–1521, Sabina 1521–1523 und Porto 1523–1524)
- Alessandro I. Farnese 1524–1534, † 1549 (auch Kardinalbischof von Frascati 1519–1523, Palestrina 1523, Sabina 1523–1524 und Porto 1524)
- Giovanni III. Piccolomini 1535–1537 (auch Kardinalbischof von Albano 1524–1531, Palestrina 1531–1533 und Porto 1533–1535)
- Giovanni Domenico De Cupis 1537–1553 (auch Kardinalbischof von Albano 1531–1533 und Sabina 1533–1535)
- Giovanni Pietro Carafa 1553–1555, † 1559 (auch Kardinalbischof von Albano 1544–1546, Sabina 1546–1550, Frascati 1550–1553 und Porto 1553)
- Jean IV. de Bellay 1555–1560 (auch Kardinalbischof von Albano 1550–1553, Frascati 1553 und Porto 1553–1555)
- François II. de Tournon 1560–1562 (auch Kardinalbischof von Sabina 1550–1560)
- Rodolfo Pio de Carpi 1562–1564 (auch Kardinalbischof von Albano 1550, Frascati 1553–1555 und Porto-Santa Rufina 1555–1562)
- Francesco III. Pisani 1564–1570 (auch Kardinalbischof von Albano 1555–1557, Frascati 1557–1562 und Porto 1562–1564)
- Giovanni Girolamo Morone 1570–1580 (auch Kardinalbischof von Albano 1560–1561, Sabina 1561–1562, Frascati 1562, 1564–1565, Palestrina 1562–1564 und Porto 1565–1570)
- Alessandro II. Farnese 1580–1589 (auch Kardinalbischof von Frascati 1565–1578, Sabina 1564–1565 und Porto 1578–1580)
- Giovanni Antonio Serbelloni 1589–1591 (auch Kardinalbischof von Frascati 1583–1587, Sabina 1578, Palestrina 1578–1583, Porto 1587–1589)
- Alfonso Gesualdo de Conza 1591–1603 (auch Kardinalbischof von Albano 1583–1587, Frascati 1587–1589 und Porto 1589–1591)
- Tolomeo Gallio 1603–1607 (auch Kardinalbischof von Sabina 1589–1591, Frascati 1591–1600 und Porto 1600–1603)
- Domenico Pinelli 1607–1611 (auch Kardinalbischof von Frascati 1603–1605 und Porto 1605–1607)
- Francois IV. de Joyeuse 1611–1615 (auch Kardinalbischof von Sabina 1604–1611)
- Antonio Maria I. Galli 1615–1620 (auch Kardinalbischof von Frascati 1605–1608, Palestrina 1608–1611 und Porto 1611–1615)
- Antonio Maria II. Sauli 1620–1623 (auch Kardinalbischof von Albano 1607–1611, Sabina 1611–1615 und Porto 1615–1620)
- Francesco Maria Bourbon Del Monte 1623–1626 (auch Kardinalbischof von Palestrina 1615–1621 und Porto 1621–1623)
- Ottavio Bandini 1626–1629 (auch Kardinalbischof von Palestrina 1621–1624 und Porto 1624–1626)
- Giovanni Battista Deti 1629–1630 (auch Kardinalbischof von Albano 1623–1626, Frascati 1626 und Porto 1626–1629)
- Domenico Ginnasi 1630–1639 (auch Kardinalbischof von Palestrina 1626–1629 und Porto 1629–1630)
- Carlo Emmanuele Pio di Savoia, Senior 1639–1641 (auch Kardinalbischof von Albano 1627–1630 und Porto 1630–1639)
- Marcello Lante della Rovere 1641–1652 (auch Kardinalbischof von Palestrina 1629, Frascati 1629–1639 und Porto 1639–1641)
- Carlo I. de’ Medici 1652–1666 (auch Kardinalbischof von Sabina 1645, Frascati 1645–1652 und Porto 1652)
- Francesco V. Barberini, Senior 1666–1679 (auch Kardinalbischof von Sabina 1645–1652 und Porto 1652–1666)
- Cesare Facchinetti 1680–1683 (auch Kardinalbischof von Palestrina 1672–1679 und Porto 1679–1680)
- Niccolo IV. Albergati-Ludovisi 1683–1687 (auch Kardinalbischof von Sabina 1677–1681 und Porto 1681–1683)
- Alderano Cibo 1687–1700 (auch Kardinalbischof von Palestrina 1679–1680, Frascati 1680–1683 und Porto 1683–1687)
- Emmanuel Théodose de la Tour d’Auvergne 1700–1715 (auch Kardinalbischof von Albano 1689–1698 und Porto 1698–1700)
- Nicola V. Acciaoiuli 1715–1719 (auch Kardinalbischof von Frascati 1693–1701 und Porto 1700–1715)
- Fulvio Astalli 1719–1721 (auch Kardinalbischof von Sabina 1714–1719)
- Sebastiano Antonio Tanara 1721–1724 (auch Kardinalbischof von Frascati 1715–1721)
- Francesco VI. del Giudice 1724–1725 (auch Kardinalbischof von Palestrina 1717–1721 und Frascati 1721–1724)
- Fabrizio I. Paolucci 1725–1726 (auch Kardinalbischof von Albano 1719–1724)
- Francesco VII. Barberini 1726–1738 (auch Kardinalbischof von Palestrina 1721–1726)
- Pietro VIII. Ottoboni 1738–1740 (auch Kardinalbischof von Sabina 1725–1730, Frascati 1730–1734 und Porto 1734–1738)
- Tommaso Ruffo 1740–1753 (auch Kardinalbischof von Palestrina 1726–1738 und Porto 1738–1740)
- Pietro Luigi Carafa 1753–1755 (auch Kardinalbischof von Albano 1740–1751 und Porto 1751–1753)
- Raniero d’Elci 1755–1761 (auch Kardinalbischof von Sabina 1747–1753)
- Giuseppe I. Spinelli 1761–1763 (auch Kardinalbischof von Palestrina 1753–1759 und Porto 1759–1761)
- Carlo Alberto Guidobono Cavalchini 1763–1774 (auch Kardinalbischof von Albano 1759–1763)
- Fabrizio II. Serbelloni 1774–1775 (auch Kardinalbischof von Albano 1763–1774)
- Giovanni Francesco Albani 1775–1803 (auch Kardinalbischof von Porto 1773–1775)
- Henry Benedict Mary Clement Stuart 1803–1807 (auch Kardinalbischof von Frascati 1761–1803)
- Leonardo II. Antonelli 1807–1811 (auch Kardinalbischof von Palestrina 1794–1800 und Porto 1800–1807)
- Alessandro III. Mattei 1814–1820 (auch Kardinalbischof von Palestrina 1800–1809 und Porto 1809–1814)
- Giulio Maria della Somaglia 1820–1830 (auch Kardinalbischof von Frascati 1814–1818 und Porto 1818–1820)
- Bartolomeo Pacca 1830–1844 (auch Kardinalbischof von Frascati 1818–1821 und Porto 1821–1830)
- Ludovico Micara 1844–1847 (auch Kardinalbischof von Frascati 1837–1844)
- Vincenzo Macchi 1847–1860 (auch Kardinalbischof von Palestrina 1840–1844 und Porto 1844–1847)
- Mario Mattei 1860–1870 (auch Kardinalbischof von Frascati 1844–1854 und Porto 1854–1860)
- Costantino Patrizi Naro 1870–1876 (auch Kardinalbischof von Albano 1849–1860 und Porto 1860–1871)
- Luigi Amat di San Filippo e Sorso 1877–1878 (auch Kardinalbischof von Palestrina 1852–1870 und Porto 1871–1877)
- Camillo Di Pietro 1878–1884 (auch Kardinalbischof von Albano 1867–1877 und Porto 1877–1878)
- Carlo II. Sacconi 1884–1889 (auch Kardinalbischof von Palestrina 1870–1878 und Porto 1878–1884)
- Raffaele Monaco La Valletta 1889–1896 (auch Kardinalbischof von Albano 1883–1889)
- Luigi Oreglia di Santo Stefano 1896–1913 (auch Kardinalbischof von Palestrina 1884–1889 und Porto 1889–1896)
- Serafino Vannutelli 1913–1915 (auch Kardinalbischof von Frascati 1893–1904 und Porto 1903–1915)
- Vincenzo II. Vannutelli 1915–1930 (auch Kardinalbischof von Palestrina 1900–1930)
- Gennaro Granito Pignatelli di Belmonte 1933–1948 (auch Kardinalbischof von Albano 1915–1948)
- Francesco VIII. Marchetti Selvaggiani 1948–1951 (auch Kardinalbischof von Frascati 1936–1951)
- Eugène Tisserant 1951–1972 (auch Kardinalbischof von Porto 1946–1972)
- Amleto Giovanni Cicognani 1972–1973, † 1974 (auch Kardinalbischof von Frascati 1962–1974)
- Luigi Traglia 1974–1977 (auch Kardinalbischof von Albano 1972–1977)
- Carlo III. Confalonieri 1977–1986 (auch Kardinalbischof von Palestrina 1972–1986)
- Agnelo Rossi 1986–1993, † 1995 (auch Kardinalbischof von Sabina 1984–1995)
- Bernardin II. Gantin 1993–2002 † 2008 (auch Kardinalbischof von Palestrina 1986–2008)
- Joseph Ratzinger 2002–2005 (auch Kardinalbischof von Velletri 1993–2005)
- Angelo Sodano 2005–2019 (auch Kardinalbischof von Albano 1994–2019)
- Giovanni Battista Re (auch Kardinalbischof von Sabina-Poggio Mirteto, seit 2020)